# Abby Dahlkemper
Abigail Lynn Dahlkemper (Lancaster, 13 maggio 1993) è una calciatrice statunitense, difensore del Bay FC e della nazionale statunitense.

## Carriera
Dahlkemper nasce a Lancaster, Pennsylvania ma cresce con la famiglia a Menlo Park, California. Dopo aver iniziato nel 2005 ad apprendere i fondamentali del calcio presso il Mountain View Los Altos Soccer Club di Los Altos, CA, e dove rimane fino al 2010, negli anni dell'adolescenza frequenta la Sacred Heart Preparatory di Atherton, CA, dove gioca nella squadra di calcio femminile dell'istituto. Grazie alle sue qualità nel 2010 viene nominata per il Gatorade California Girls Soccer Player of the Year e proposta per entrare in rosa con la Parade All-American.

### Calcio universitario
Nel 2011 decide di completare gli studi presso l'Università della California, Los Angeles, affiancando il percorso scolastico a quello atletico giocando nelle UCLA Bruins, la squadra di calcio universitario femminile dell'ateneo iscritta alla Division I della National Collegiate Athletic Association (NCAA).
Due anni più tardi condivide con le compagne la vittoria del suo primo Campionato nazionale NCAA e nel 2014, al suo ultimo anno universitario, Dahlkemper viene premiata con l'Honda Sports Award. Tra il 2011 e il 2014 disputa 93 incontri  segnando 5 reti.

### Club
Già dal 2013 Dahlkemper sottoscrive un contratto con il Pali Blues, club femminile professionistico iscritto alla United Soccer Leagues W-League. Nel luglio di quell'anno la squadra vince prima il titolo della western conference terminando la stagione con la conquista del titolo nazionale battendo in finale per 1-0 le canadesi del Laval Comets.
Rimane sotto contratto con la società anche la stagione seguente, con la squadra che si presenta con la denominazione Los Angeles Blues, bissando la vittoria in campionato, la quarta per la società, battendo nella finale del 27 luglio le avversarie del Washington Spirit Reserves con il risultato di 6-1.
Nel gennaio 2015 Dahlkemper viene selezionata dal Western NY Flash durante il 2015 NWSL College Draft come terza scelta complessiva., sottoscrivendo il contratto con il club nel marzo successivo e debuttando in campionato un mese più tardi. Alla sua prima stagione con la squadra di Elma, il tecnico Aaran Lines la impiega in tutti i 20 incontri di campionato terminando la stagione regolare con 6 vittorie, 9 pareggi e 5 sconfitte che valgono al Western NY Flash il settimo posto in classifica.
Terminato il campionato negli Stati Uniti, Dahlkemper ha l'occasione di disputare il suo primo campionato all'estero, la W-League australiana, essendo stata ceduta in prestito all'Adelaide United. Con il club di Adelaide disputa tutti i 12 incontri della prima fase del campionato siglando 5 reti, con la squadra che si classifica al quinto posto, fallendo l'accesso alla fase finale.
Ritornata in organico con il Western New York Flash, con la squadra ora affidata al tecnico Paul Riley, Dahlkemper festeggia con le compagne la vittoria del campionato 2016, ottenuta battendo in finale ai tiri di rigore le avversarie del Washington Spirit dopo che i tempi regolamentari si erano conclusi sul 2-2; in quell'occasione è la prima delle rigoriste designate a tirare dagli 11 metri.
Rimane con la squadra anche dopo che, nel 2017, viene acquistata dai proprietari del North Carolina FC spostando la sede a Cary e cambiando denominazione in North Carolina Courage. Alla sua prima stagione con la nuova squadra gioca tutti gli incontri di campionato, aiutando le compagne a vincere il NWSL Shield. Quell'anno Dahlkemper venne proposta per la NWSL Best XI 2017 e votata NWSL Defender of the Year.
Nel 2018 Dahlkemper gioca 19 incontri nella stagione regolare, risultando un elemento cardine della difesa del North Carolina Courage, permettendo alla sua squadra di battere il primato per il minor numero di reti subite e bissando la vittoria del NWSL Shield. Le prestazioni nella stagione le valgono una nomination nella 2018 NWSL Best XI risultando anche finalista per il premio Defender of the year. La stagione per il North Carolina Courage si conclude con la vittoria del campionato 2018 superando in finale per 3-0 le avversarie del Portland Thorns, non subendo alcuna rete nei play-off.

## Palmarès

### Club
- United Soccer Leagues W-League: 2

Pali Blues: 2013
Los Angeles Blues: 2014
- National Women's Soccer League: 2

Western New York Flash: 2016
North Carolina Courage: 2018

### Nazionale
- CONCACAF Women's Championship: 1

Stati Uniti 2018
- SheBelieves Cup: 4

2018, 2020, 2021, 2024
- Tournament of Nations: 1

2018
- Campionato mondiale: 1

2019
- Bronzo olimpico: 1

Tokyo 2020